# Оровио Эчагуэ, Мануэль де
Мануэль де Оровио-и-Эчагуэ (исп. Manuel de Orovio y Echagüe; 17 июля 1817, Альфаро — 18 мая 1883, Мадрид, Испания) — испанский государственный деятель. Первый Маркиз де Оровио.

## Биография
Мануэль де Оровио родился в Альфаро, в семье аристократов из Риохи. Закончив юридический факультет Сарагосского университета он вступил в ряды Модерадос.
Свой первый государственный пост Мануэль занял в 1843 году, когда он был избран мэром своего родного города на двухлетний срок. Следующим шагом в его политической карьере стало членство в Конгрессе депутатов, куда он был избран на выборах 1850 года от провинции Логроньо (ныне Риоха). В 1858 году Мануэль де Оровио был назначен председателем правительства провинции Мадрид.
Свой первый министерский портфель Оровио получил 16 апреля 1865 года в кабинете министров Рамона Нарваэса. Тогда проработав министром развития всего два месяца, он был замещён Антонио Агиларом. Через год он вновь займёт это кресло уже на более продолжительное время. Во время своего второго министерского срока, Мануэль де Оровио запомнится изданием циркуляра, запрещавшим любую просветительскую деятельность критикующую католическую веру, монархию и нынешнюю политическую систему, ставшим позднее известным как Декрет Оровио. Результатом принятия этого декрета стало изгнание профессоров Сальмерона и Кастелара с их университетских кафедр. По результатам выборов в парламент 1867 года, он занял место в Сенате, в качестве пожизненного сенатора от провинции Логроньо. В апреле 1868 года он снова получит место в правительстве, став министром финансов, но через пять месяцев, из-за революции 1868 года будет вынужден оставить все свои государственные посты. Несмотря на свою непродолжительность, его деятельность на этом посту была высоко оценено правительством, и 20 августа 1868 года он получил титул первого Маркиза де Оровио.
В политику он вернется только после падения Первой республики. В последний день 1874 года он будет в третий раз назначен министром развития Испании. Несмотря на перерыв в шесть лет, Оровио не изменил свои взгляды и вновь вступил в конфронтацию с профессорами активно критикующими государственный строй. Тогда жертвой проводимой им политики стал Франсиско Хинер, лишившийся своей кафедры и сосланный в замок Санта Каталина. На выборах 1876 года Мануэль де Оровио вернёт своё кресло пожизненного сенатора от Логроньо, где останется до 1879 года. В 1877 году он снова получит портфель министра финансов. Проведённые им ликвидация системы частных ссуд государству, обновление выплат активов классам зависящим от бюджета, улучшение общественных сборов и сбалансированность бюджета, получили блестящие оценки от правительства.